# Gerry Lockran
Gerry Lockran (Gerald Loughran), né le 19 juillet 1942 en Inde et mort le 17 novembre 1987 au Royaume-Uni, est un guitariste et chanteur de blues britannique représentatif du British blues boom.

## Biographie

### Origines
Gerald Loughran, issu d'une famille irlandaise émigrée en Inde vers 1800, naît dans la province de Yeotmal dans les plaines centrales de l'Inde.
Son père était d'origine irlandaise, anglaise et indienne tandis que sa mère était née d'un père écossais et d'une mère indienne.
Après la mort de son père, sa famille émigre à Londres en 1953.

### Carrière musicale
Le jeune Gerry commence à jouer de la musique en 1955, à l'âge de treize ans, après que son frère David lui ait offert une guitare pour le tenir à l'écart de la rue.
Il découvre d'abord le skiffle, un genre de musique folklorique, d'influence jazz, country et blues très populaire à l'époque au Royaume-Uni et joue durant trois ans dans un groupe de skiffle appelé « The Hornets ».
Peu après, il découvre le blues noir américain et décide de réorienter sa carrière musicale dans W.P

## Discographie
- Hold On I'm Coming  (1966)
- Blues Vendetta (1967)
- The Essential Gerry Lockran (1969)
- Wun (1972)
- Blues Blast Off
- No More Cane
- Rags to Gladrags (1976)
- Rally Round the Flag (1976, live en Allemagne)
- The Shattered Eye (1979)
- Total (1980)
- Across the Tracks (1981)
- Blues at Sunrise
- Cushioned for a Soft Ride Inside (1981)

## Source
- Gerrylockran.net : Keeping Gerry Lockran's Blues Legacy Alive